# Anything for Jackson
Anything for Jackson è un film canadese del 2020 diretto da Justin G. Dyck e Keith Cooper.

## Trama
Il ginecologo Henry Walsh e sua moglie Audrey sono una coppia di anziani satanisti intenzionati a portare avanti un rito con lo scopo di resuscitare il loro nipotino Jackson. Per tale scopo, la coppia rapisce Becker, donna gravida e socialmente isolata: i due la tengono prigioniera ma decidono di trattarla con riguardo, evitando di farle del male ma sottoponendola comunque a un rito che evochi lo spirito del loro nipotino nel nascituro. Tale rito è incluso in un antichissimo libro che Henry si è procurato durante un viaggio: tale libro sembra contenere riti e incantesimi davvero funzionanti, tant'è che Audrey riesce a resuscitare alcuni uccelli con una semplice formula in latino. Assicuratisi che il loro tuttofare non si presenti più presso la loro abitazione, i due iniziano a compiere il rito e fin dal primo giorno Becker inizia a vedere lo spirito di Jackson.
Mentre il rapporto fra i due rapitori e la vittima si fa più stretto, con i primi che iniziano a raccontare le vicende circa la moglie di Jackson e quella successiva di sua madre e la vittima che cerca di convincerli a lasciarle crescere il nascituro insieme a loro, alcuni eventi sinistri iniziano ad accadere. Dapprima appaiono altri minacciosi fantasmi, tra cui quello della madre di Jackson con addosso il suo classico travestimento di Halloween, mentre in un secondo momento qualsiasi estraneo arrivi a casa Walsh finisce per morire in preda a un raptus: tale destino colpisce prima il tuttofare Rory e successivamente una poliziotta che si era insospettita dopo aver interrogato Henry presso il suo studio. Dopo aver continuato a frequentare il gruppo della chiesa satanista durante l'intero periodo del rito, la coppia chiede l'aiuto di Ian, un giovade adepto esperto che accetta di completare il rito per soldi.
Una volta presso la loro abitazione, Ian si rende conto che la coppia ha evocato un demone dai poteri differenti rispetto a quello che pensavano loro: a causa di ciò delle persone stanno morendo ed è attualmente attivo un portale che consente a qualsiasi defunto di manifestarsi in casa loro come spirito. Mentre la coppia inizia a cospargere l'intera proprietà di sale seguendo i dettami di Ian, quest'ultimo si prepara ad affrontare un rito che dovrà necessariamente comportare la morte di una madre per andare a buon fine. Tornato presso l'abitazione della coppia anziana, Ian inizia a eseguire il rito: proprio in quel momento, una componente della chiesa satanista telefona alla coppia e rivela loro che Ian è recentemente impazzito e ha perfino ucciso sua madre. La donna afferma di non credere nei dettami della chiesa e di essersi fatta coinvolgere soltanto per soldi.
Terrorizzati dalla nuova prospettiva, Henry e Audrey cercano di interrompere il rito e di salvare la vita di Becker, scatenando tuttavia l'ira di Ian che finisce per uccidere Audrey: seppur avendo perso sua figlia, anche lei era una madre sacrificabile per il rito. Tale evento scatena l'arrivo di vari altri spiriti arrabbiati, che si scatenano sia contro Henry che contro Ian uccidendoli in maniera orribile. Becker approfitta della confusione per fuggire via: nonostante sia ostacolata dai dolori derivanti dalla rottura delle acque e i fantasmi la inseguano con lo scopo di eliminarla, la donna riesce a impadronirsi della vettura di Henry e a scappare via, nella speranza di riuscire a partorire lontana dal male che ha affrontato nel corso della gravidanza.

## Produzione
Dyck e Cooper avevano lavorato insieme in varie occasioni prima di lavorare a questo film: appassionati entrambi di cinema horror, erano inizialmente intenzionati a girare un film horror sulla tematica degli esorcismi ma hanno poi optato qualcosa di differente. Il film trae ispirazione da classici del cinema dell'orrore come Il presagio, Changeling e Shining, nonché dal film fantasy Al di là dei sogni. Cooper ha inoltre studiato il simbolismo dei sogni durante la realizzazione del film.
Inizialmente la trama avrebbe dovuto vertere su dei genitori intenzionati a resuscitare il figlio, tuttavia si è poi optato per la figura dei nonni affinché il risultato diventasse più originale. Il film è stato girato nella città di Barrie; gli interni della casa in cui si svolge sono in realtà gli interni della casa dello sceneggiatore. Le riprese si sono tenute nel primo trimestre del 2020.

## Distribuzione
Presentato in anteprima durante il Fantasia Film Festival nel settembre 2020, il film è stato reso disponibile sulla piattaforma Shudder nel dicembre successivo. A partire dal giugno 2021 è stato inoltre distribuito anche nel mercato home video.

## Accoglienza
Sull'aggregatore Rotten Tomatoes il film riceve il 98% delle recensioni professionali positive con un voto medio di 7,4 su 10 basato su 63 critiche, mentre su Metacritic ottiene un punteggio di 67 su 100 basato su 4 critiche.